# Livia Gerster
Livia Gerster (* 1990 in München) ist eine deutsche Journalistin und Autorin.

## Leben
Livia Gerster, Tochter des Publizisten Christian Nürnberger und der Journalistin Petra Gerster, wuchs in Mainz auf. Nach einem Studium der Arabistik und Geschichte an der Universität Leipzig, das sie mit dem Bachelor of Arts abschloss, war sie von 2012 bis 2013 Praktikantin an der Deutschen Internationalen Schule in Abu Dhabi und im Pariser Auslandsstudio des ZDF. Ab Herbst 2014 verbrachte sie ein Auslandssemester im Rahmen des Erasmus-Stipendiums an der Beirut Arab University in Beirut sowie zwei Auslandssemester an der Jerusalemer al-Quds-Universität. Anschließend studierte sie Global History (Weltgeschichte) mit einem Schwerpunkt auf den Nahen Osten an der Freien Universität Berlin.
Seit 2016 arbeitet Gerster als Redakteurin der Frankfurter Allgemeinen Zeitung. Zunächst als Mitglied der politischen Nachrichtenredaktion tätig, ist sie seit Dezember 2017 Politikredakteurin der Sonntagsausgabe. Zudem gehört sie seit 2023 zum Moderatorenteam des F.A.Z. Podcast für Deutschland. 
Bei der Wahl der Branchenzeitschrift Medium Magazin zu den Journalistinnen und Journalisten des Jahres 2021 in der Kategorie Politik kam sie auf den siebten Platz.

## Die Neuen
Am 2. November 2022 erschien Gersters erstes Buch unter dem Titel Die Neuen – Eine Generation will an die Macht im Verlag C. H. Beck. Mit dem Ziel, ein Porträt der neuen Generation junger Politiker im 20. Deutschen Bundestag zu zeichnen, beobachtete Gerster 35 Abgeordnete unter 35 Jahren aus allen Fraktionen im ersten Jahr der Legislaturperiode.
Der Rezensent Knut Cordsen befindet auf BR24, Livia Gerster begegne „dieser neuen Generation von Abgeordneten mit ebenso wohlwollender wie kritischer Distanz“, und lobt ihr Erstlingswerk als „instruktives und sehr gut lesbares Buch“. Für das Literaturmagazin Andruck des Deutschlandfunks kritisiert Moritz Küpper hingegen, dass dem in der Ich-Perspektive verfassten Werk die „Trennung [zwischen Journalistin und Politikern] nur bedingt“ gelinge, insbesondere im Schlusskapitel, in dem sich Gerster „an die Seite ihrer ‚Generationsgenossen‘“ stelle. Dennoch sei ihr eine „beeindruckende und durchaus auch kritische Charakterstudie“ gelungen.
In der Süddeutschen Zeitung hebt Gianna Niewel die Stellen, an denen die Autorin „sich von den ‚Millennials‘“ löse, „die ohnehin regelmäßig in Talkshows sitzen“, positiv hervor und resümiert unter Verweis auf die Schwierigkeit, Generationen sinnvoll voneinander abzugrenzen, dass die Stärke des Buches darin liege, die Unterschiedlichkeit der „‚Neuen‘ im Bundestag“ aufzuzeigen.

## Schriften
- Die Neuen. Eine Generation will an die Macht. C. H. Beck, München 2022, ISBN 978-3-406-79123-9.